# Баттіста Фаріна

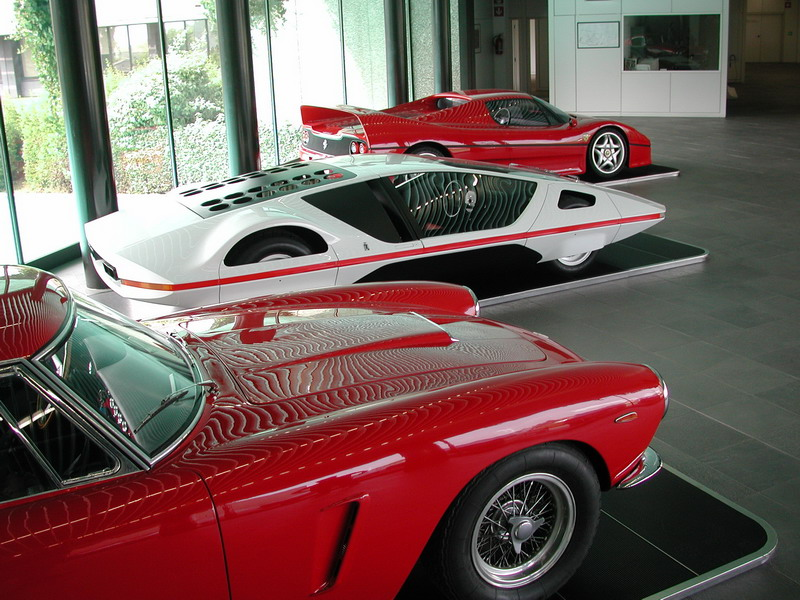
Феррарі в музеї Пінінфаріна в Турині, посеред Пінінфаріна Модуло

Баттіста «Пінін» Фаріна (Battista «Pinin» Farina; 1893–1966) — італійський виробник автомобільних кузовів, який став дизайнером автомобілів міжнародного значення. Створена ним компанія Pininfarina була однією з найпопулярніших і найприбутковіших в галузі у другій половині 20 століття.

## Біографія
Баттіста Фаріна виріс у Турині. Його старшим братом був Джованні Фаріна, який заснував компанію з виробництва кузовів Stabilimenti Farina в Турині в 1906 році. Ще до Першої світової війни Баттіста Фаріна працював креслярем і стилістом у фірмі свого брата. Разом із дизайнером Феліче Маріо Боано він зробив Stabilimenti Farina найуспішнішим італійським виробником кузовів у 1920-х роках. У 1930 році Баттіста Фаріна та Феліче Маріо Боано залишили Stabilimenti Farina.
У 1930 році Фаріна заснував Carrozzeria Pinin Farina, попередницю сучасної Pininfarina SpA. Компанія розробила дизайн кузовів автомобілів для Alfa Romeo, Ferrari, Fiat, Jaguar, Lancia, Maserati та Peugeot.
У 1961 році він поміняв своє прізвище на Пінінфаріна.
Його син Серджо (1926—2012) і онук Андреа (1957—2008), які прийняли розширення прізвища, також працювали у компанії.
Джузеппе Фаріна, перший чемпіон світу Формули-1, був племінником Баттісти Фаріни, сином його брата Джованні.